# Doerfel (månekrater)
Doerfel er et nedslagskrater på Månen. Det befinder sig i nærheden af Månens sydpol, lige på Månens bagside, og det er opkaldt efter den tyske astronom Georg S. Doerfel (1643 – 1688).
Navnet blev officielt tildelt af den Internationale Astronomiske Union (IAU) i 1985.

## Omgivelser
Doerfelkrateret ligger nogenlunde midtvejs mellem det store Hausenkrater mod øst-nordøst og det endnu større Zeemankrater mod sydvest.

## Karakteristika
Den ydre væg i Doerfelkrateret har bevaret meget af sin oprindelige form, men den er blevet afrundet og let eroderet af senere nedslag. Mange småkratere ligger på eller nær randen, særligt langs den vestlige side. Der er en let udadgående bule i randen mod syd, og den modsatte – nordlige – rand forekommer noget rodet og eroderet.
Kraterbunden er også mærket af adskillige småkratere i den ellers ret flade overflade. Der er en lille central høj nær kratermidten.

## Satellitkratere
De kratere, som kaldes satellitter, er små kratere beliggende i eller nær hovedkrateret. Deres dannelse er sædvanligvis sket uafhængigt af dette, men de får samme navn som hovedkrateret med tilføjelse af et stort bogstav. På kort over Månen er det en konvention at identificere dem ved at placere dette bogstav på den side af satellitkraterets midte, som ligger nærmest hovedkrateret. Doerfelkrateret har følgende satellitkratere:
| Doerfel | Længde  | Bredde   | Diameter |
| ------- | ------- | -------- | -------- |
| R       | 71,3° S | 119,4° V | 32 km    |
| S       | 69,9° S | 119,6° V | 32 km    |
| U       | 68,8° S | 117,2° V | 34 km    |
| Y       | 67,8° S | 108,8° V | 68 km    |